# Синдром на хроничната умора
Синдром на хроничната умора (СХУ) е болестно състояние с неизяснена етиология. Състоянието се характеризира със субфебрилитет (37.1 – 37.2), възпалителни заболявания и силна умора.

## Причини
Не е изяснено кой и защо започва да страда от описаното състояние. Предполага се, че страданието се отключва след инфектиране с цитомегаловирус или Епщайн-бар вируси. Често състоянието бива „отключено“ след преболедуване от остра вирусна инфекция (ОВИ).

## Стадии и симптоми
Типично заболяването започва с някаква вирусна инфекция, която протича по-тежко от обикновено. Последва непълно възстановяване, с последващи чести епизоди на боледуване от ОВИ. Периодите на подобряване/влошаване обикновено са около 3 – 6 седмици. Влошаването се съпътства с насложена ОВИ, която протича по-трудно от обикновено и трае по-дълго време. През цялото време пациентът не се чувства добре, изпитва силно нежелание за работа, породено от тежката умора. Гърлото често е леко зачервено и въпреки периодичните епизоди на подобрение не се излекува напълно. Телесната температура рядко спада до нормални стойности и обикновено е субфебрилна. Умората у пациентите е водещият симптом. Един от пациентите описваше състоянието си по следния начин: „Ставам сутрин и силите ми стигат до толкова – да мога да отида в банята и да си измия зъбите“. Важен симптом е невъзможността човек да възвърне бодростта си след продължителен сън. Други симптоми: депресия, главоболие, подуване на лимфните възли, особено в шийната област, нарушения в съня, болки в ставите, виене на свят, гадене.
Често близките и работодателите на тези хора ги наричат мързеливи или немотивирани. Лекарите започват да мислят пациента за хипохондрик и често пренебрегват неговите симптоми. Пациентът започва да търси помощ от всякакви лекари. Често прибягва и до методите на алтернативната медицина, без резултат. Различни билкови лечения могат да бъдат временно ефективни (жълт кантарион, живовлек).

## Диагноза
Диагнозата се поставя на базата на „изключване на всички останали възможности“. Въпреки многото проучвания не е намерен лабораторен метод за доказване на СХУ. Доказва се хронично имунно възпаление, активация на T-клетките и промяна в съотношението на CD4/CD8 клетките.
Критерии:
- Липса на доказателства за психични заболявания, които могат да предизвикат подобни състояние (депресия, неврастения).
- Хронична умора за период по-голям от 6 месеца.
- Липса на други органични симптоми, които могат да предизвикат умора.

## Лечение
Основно се препоръчва симптоматичното лечение на СХУ. Пациентите биват обучени да разпознават и лекуват своите симптоми с набор от медикаменти. Главоболието се лекува с нестероидни противовъзпалителни средства, като се използва техният аналгетичен и противовъзпалителен ефект („Аналгин“, „Мовалис“, „Седалгин нео“ и др.). Мускулната скованост с миорелаксанти („Тетразепам“, „Миоластан“). Плуването се препоръчва като терапия за намаляване на симптоматиката.
По-новите методи на лечение са в няколко насоки:
- Лечение с имуномодулатори („Изопронозин“).
- Лечение с антидепресанти.